# Pleurobema avellanum
Pleurobema avellanum är en musselart som beskrevs av Simpson 1900. Pleurobema avellanum ingår i släktet Pleurobema och familjen målarmusslor. IUCN kategoriserar arten globalt som utdöd. Inga underarter finns listade i Catalogue of Life.